# تسوکاسا یوشیدا
تسوکاسا یوشیدا (انگلیسی: Tsukasa Yoshida؛ زادهٔ ۵ اکتبر ۱۹۹۵) جودوکار زن اهل ژاپن است.
وی در مسابقات کشوری و بین‌المللی در مجموع برندهٔ ۱ مدال طلا، ۲ مدال نقره شده‌است.